# Frank Gorshin

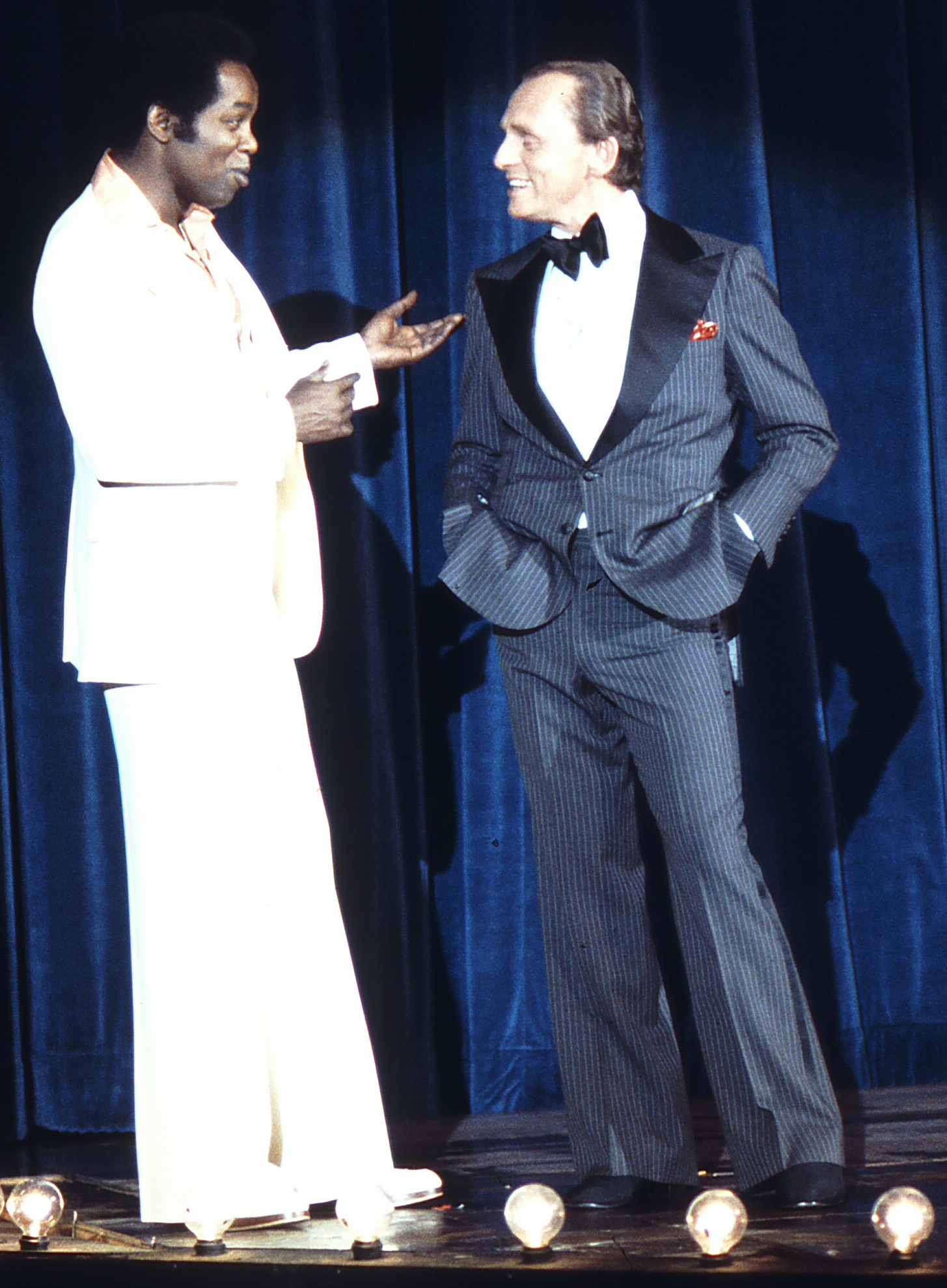
Frank Gorshin (till höger) tillsammans med Lou Rawls, 1977.

Frank John Gorshin, född 5 april 1933 i Pittsburgh, Pennsylvania, död 17 maj 2005 i Burbank, Kalifornien, var en amerikansk skådespelare och komiker. Han var kanske mest känd som en impressionist med många gästframträdanden i The Ed Sullivan Show, The Tonight Show (med Steve Allen som värd) och Dean Martin Show. Hans mest berömda roll var som Gåtan i Läderlappen under 1960-talet, som han vann en Emmy för. En annan känd roll var som Bele i Star Trek.
Frank Gorshin föddes i Pittsburgh 5 april 1933, och var son till katolikerna Frances och Frank Gorshin Senior. Han hade kroatiska anor. När han var 15 år tog han ett deltidsjobb som biografvaktmästare på Sheridan Square Theatre. Han gick fortfarande i skolan när han fick sin första betalda anställning. Efter examen deltog Gorshin i Carnegie Tech School of Drama i Pittsburgh. När han inte studerade arbetade han i lokala pjäser och nattklubbar. År 1953 blev Gorshin inkallad i den amerikanska armén på en post i Tyskland. När Gorshin lämnade armén återgick han till offentligt uppträdande, och 1956 fick han en mindre biroll i TV-serien Alfred Hitchcock presenterar i episod 37 ("The Decoy"). Därefter byggde han upp en skådespelarkarriär som pågick i nästan 50 år.
Gorshin gifte sig 8 april 1957 med Christina Randazzo. Tillsammans fick de sonen Mitchell. Senare separerade de, men förblev gifta fram till Gorshins död.
Under senare år spelade Gorshin även en annan Batmanskurk, Dr. Hugo Strange, som han gjorde rösten till i TV-serien The Batman fram till sin död. Därefter tog Richard Green över.
Frank Gorshin avled i samband med lungcancer, emfysem och lunginflammation 17 maj 2005 på ett sjukhus i Burbank, Kalifornien och blev 72 år gammal. Enligt Adam West hade han varit en konstant kedjerökare under det mesta av sitt vuxna liv och rökte vanligen upp till fem paket cigaretter om dagen. Gorshin är begravd på Calvary Cemetery i Pittsburgh.

## Filmografi
- 2005 – Angels with Angles
- 2004 – The Batman (TV-serie) (röst)
- 2004 – The Creature of the Sunny Side Up Trailer Park
- 2003 – Return to the Batcave: The Misadventures of Adam and Burt
- 2002 – Manna från himlen
- 2000 – Dödlig utväg
- 1999 – Man of the Century
- 1997 – Bloodmoon
- 1996 – De 12 apornas armé
- 1994 – Hail Caesar
- 1993 – Meteormannen
- 1987 – Tomtarnas stora äventyr (röst)
- 1986 – Uphill All the Way
- 1985 – Het semester
- 1981 – P-nissarna
- 1979 – Buck Rogers (TV-serie)
- 1978 – Legends of the Superheroes (TV-serie)
- 1965 – Star Trek: The Original Series (TV-serie)
- 1966 – Brännmärkt för livet
- 1966 – Batman
- 1966 – Läderlappen (TV-serie)
- 1966 – The Munsters (TV-serie)
- 1965 – Katten också!
- 1963 – Naken stad (TV-serie)
- 1961 – I satans garn
- 1961 – Storsvindlaren
- 1960 – Where the Boys Are
- 1960 – Det ringer, det ringer...
- 1959 – Våldet och lagen
- 1958 – Blodig attack
- 1957 – Krypande handen
- 1956 – Mellan himmel och helvete
- 1956 – Sanningen om Jesse James
- 1956 – Hot Rod Girl
- 1956 – Att älska eller hata
- 1956 – Alfred Hitchcock presenterar (TV-serie)